# Ossining (New York, város)
Ossining város az USA New York államában, Westchester megyében. Lakosainak száma 40 061 fő (2020. április 1.).

## Népesség
A település népességének változása:

| 2010 | 37 674 |
| 2020 | 40 061 |